# Karl Radek
Karl Berngardovič Radek, in russo Карл Бернгардович Радек?, pseudonimo di Karol Sobelsohn (Leopoli, 31 ottobre 1885 – Verchneural'sk, 19 maggio 1939), è stato un rivoluzionario e politico sovietico.

## Biografia

### La giovinezza

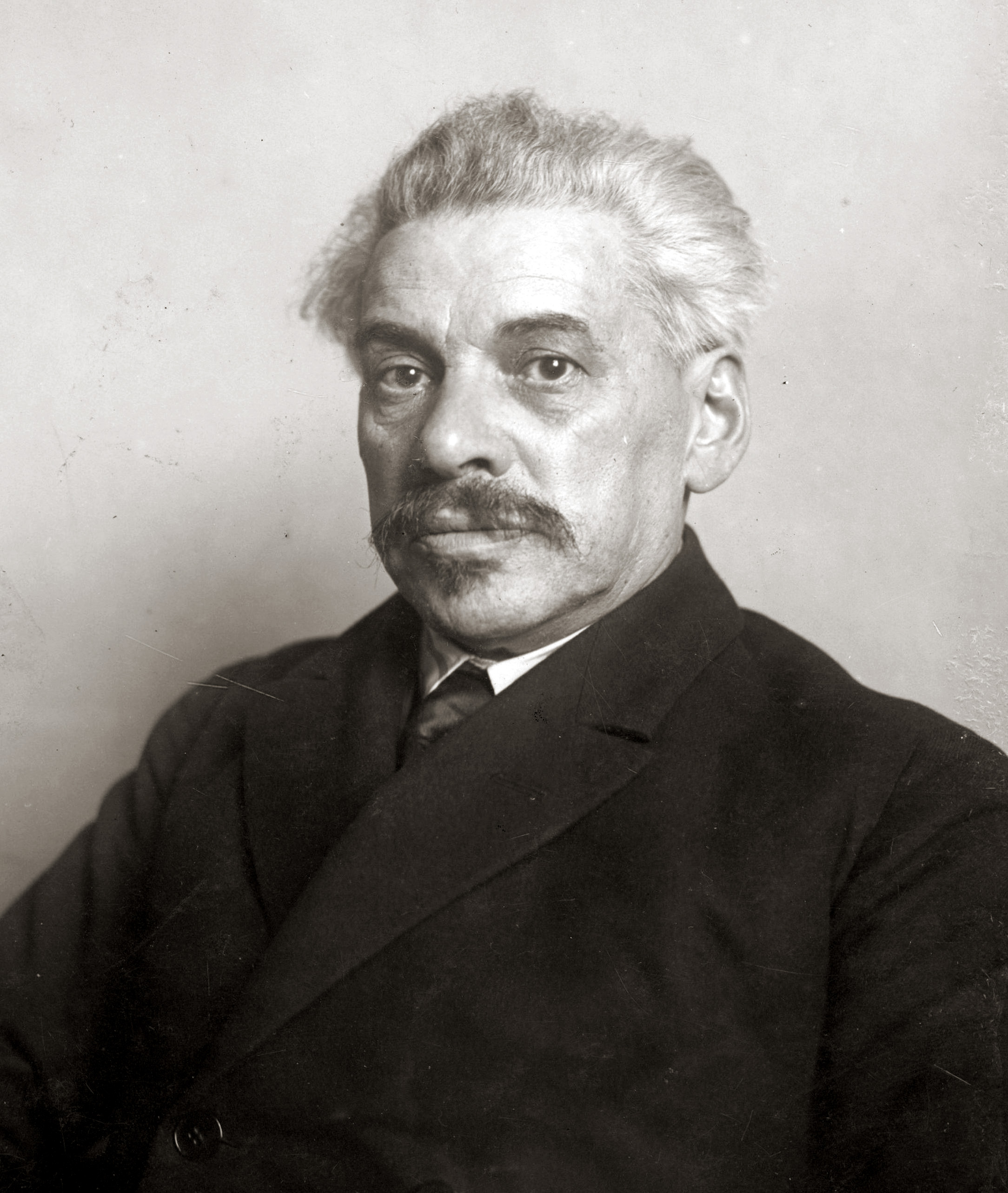
Adolf Warski

Nacque nel 1885 a Leopoli, nella Galizia orientale, allora provincia dell'Impero austro-ungarico, da genitori ebrei lituani. Nel 1889 rimase orfano di padre e fu allevato con la sorella dalla madre, un'istitutrice di Tarnov, dove frequentò il liceo. Fu inizialmente attratto dal nazionalismo polacco, unitamente al movimento rivoluzionario. Un gruppo di operai e artigiani della città che si riunivano in casa di un panettiere ebreo gli fece conoscere alcuni scritti di socialdemocratici tedeschi, dal programma di Erfurt di Kautsky alla Storia della socialdemocrazia tedesca di Mehring ed egli cominciò a far propaganda politica tra i suoi compagni di scuola, secondo i principi del patriottismo, della democrazia e del socialismo.
Questa sua attività gli costò nel 1901 l'esclusione dal liceo. Conobbe alcuni socialisti polacchi seguaci di Rosa Luxemburg, come Emil Haecker, redattore del « Naprzód » (Avanti) di Cracovia, e Zygmunt Żuławski, segretario di diversi sindacati di Tarnov. La lettura delle opere giovanili di Marx e degli articoli della « Przeglad Socjaldemokratyczny » (Panorama socialdemocratico), diretta da Adolf Warski, Luxemburg e Leo Jogiches, contribuirono ad allontanarlo dalle posizioni « socialpatriottiche », avvicinandolo al marxismo. Radek scrisse per la rivista « Promien » (Il raggio) e per il « Naprzód » articoli sul materialismo storico, sulla condizione dei fornai di Tarnov e recensì lo scritto di Max Schippel sulla Storia della produzione dello zucchero.
Terminato il liceo nel 1902, s'iscrisse all'Università di Cracovia per studiarvi diritto, ma in realtà s'occupò d'altro. Entrò nella redazione del « Naprzód » e conobbe Feliks Dzeržinskij, che gli dimostrò come in un paese piccolo-borghese come la Galizia, priva di un proletariato industriale, fosse molto difficile far penetrare le idee socialiste. Lasciato il « Naprzód » per contrasti con Haecker, nel 1904 iniziò a collaborare con la « Glos » (La voce), settimanale marxista di Varsavia, con articoli che trattavano del movimento operaio europeo e dell'economia polacca. Entrò in corrispondenza con Rosa Luxemburg e Warski gli affidò la traduzione in polacco della prefazione di Kautsky a una nuova edizione del Manifesto di Marx ed Engels.

### Nel movimento socialista europeo

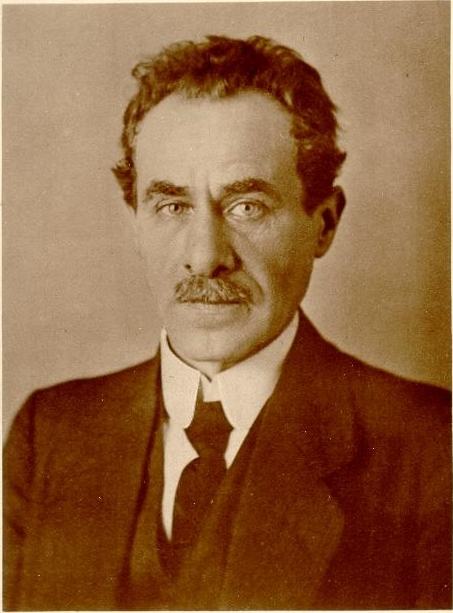
Leo Jogiches

Alla fine dell'anno emigrò in Svizzera, entrando a far parte della SDKPiL, la Socjaldemokracja Królestwa Polskiego i Litwy (Socialdemocrazia del Regno di Polonia e Lituania), il partito marxista e avversario del nazionalismo fondato da Rosa Luxemburg e Dzeržinskij, che apparteneva alla federazione dei vari movimenti socialdemocratici russi. Radek conobbe diversi rivoluzionari russi, Plechanov, Zinov'ev, il bundista Medem e Lenin. All'inizio della Rivoluzione del 1905 decise di trasferirsi in Polonia. Dopo alcune settimane passate a Berlino, dove conobbe Kautsky, con un falso passaporto superò la frontiera e si stabilì in un appartamento clandestino di Varsavia.
Redattore dell'organo illegale della SDKPiL « Czerwony Sztandar » (Bandiera rossa) e del settimanale « Trybuna », per la prima volta tenne discorsi di fronte agli operai di Varsavia, la cui attitudine alla lotta rivoluzionaria gli pareva scuotesse « le polverose tradizioni della socialdemocrazia ». Fu raggiunto alla fine dell'anno da Rosa Luxemburg e Jogiches, che il 4 marzo 1906 furono arrestati. Il Partito aveva deciso il boicottaggio delle elezioni per la I Duma, ricorrendo anche alle interruzioni delle riunioni elettorali. Arrestato in aprile, Radek fu detenuto per sei mesi, periodo da lui passato a studiare il russo, a leggere Lenin, Plechanov e la Teoria del plusvalore di Marx. Con sua grande soddisfazione, la « Neue Zeit » gli pubblicò un articolo.
Arrestato nuovamente nella primavera del 1907, nei primi mesi del 1908 fu espulso dalla Polonia. Dopo un breve periodo passato a Terijoki, in Finlandia, dove ritrovò Warski e Jogiches, fuggiti dalla colonia penale siberiana, Dzeržinskij e diversi militanti del POSDR. Richiamato con Jodiches a Berlino, si occupò della redazione della stampa del SDKPiL e, iscritto anche alla SPD, collaborò anche ai giornali socialdemocratici tedeschi. Al centro dei suoi interessi era la politica internazionale, dominata dalle opposte mire imperialistiche delle potenze europee nei Balcani e nei territori d'Africa. Pubblicò nel 1912 il suo studio su L'imperialismo tedesco e la classe operaia, nel quale cercò di spiegare l'evoluzione dell'imperialismo e la sua connessione con una futura rivoluzione socialista.
Il 1912 fu anche l'anno della sua espulsione dalla SDKPiL. Radek faceva parte dell'opposizione interna alla direzione del Partito: accusato di aver commesso dei furti - ma la questione non fu mai chiarita - in agosto fu espulso insieme con Józef Unszlicht. In quell'occasione Radek fu difeso da Lenin, che accusò la SDKPiL di usare il metodo della calunnia per eliminare un avversario politico. Il caso si ripercosse anche nella SPD, dove risultò che egli non pagava da tempo le quote d'iscrizione, e Radek fu espulso su decisione presa nel 1913 al congresso di Jena. All'espulsione non fu estranea la sua posizione di oppositore da sinistra della linea del Partito che egli conduceva sulla « Bremer Bürger-Zeitung », giornale socialdemocratico di Brema, dove Radek continuò a scrivere grazie all'appoggio di Johann Knief e di Anton Pannekoek, i maggiori esponenti del gruppo dei « Bremer Linksradikale » costituitosi all'interno della SPD.

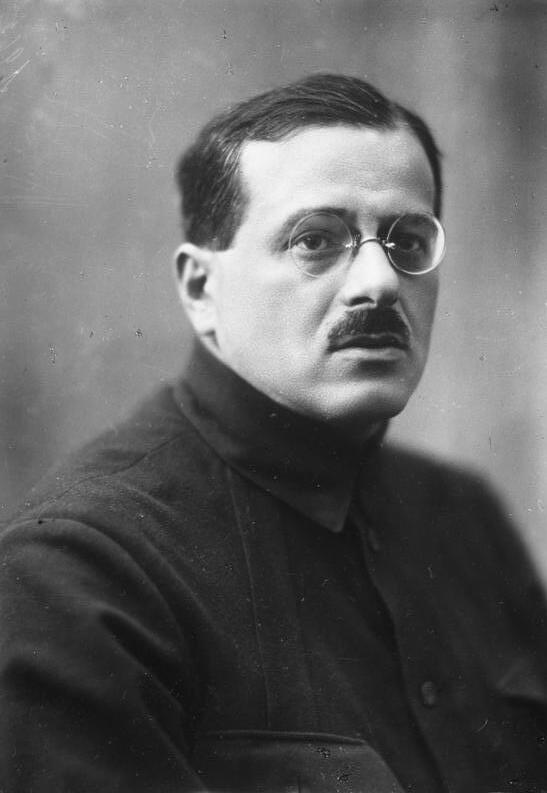
Jakub Hanecki

Lo scoppio della grande guerra lo trovò a Berlino, e fu sorpreso dalla decisione della SPD di votare, il 4 agosto 1914, a favore dei crediti di guerra. A settembre pubblicò con Laufenberg alcuni opuscoli contro la guerra e tenne nella scuola privata di Julian Borchardt delle conferenze contro la guerra, poi si trasferì in Svizzera per stabilire contatti con i socialisti italiani e francesi. V'incontrò Angelica Balabanova, Aksel'rod, Trockij, e conobbe le posizioni intransigenti di Lenin, che incitavano alla scissione dai partiti « socialpatrioti » e alla trasformazione della guerra imperialista in guerra rivoluzionaria.
Tornato in Germania in novembre, il 2 dicembre ebbe la possibilità di assistere, tra il pubblico, alla seduta del Reichstag nella quale Karl Liebknecht, unico tra i deputati socialdemocratici, dichiarò il suo voto contrario al finanziamento della guerra imperialista. Per quanto isolato, il comportamento di Liebknecht contribuì a incoraggiare l'opposizione all'interno della SPD e Radek inviò alla « Bremer Bürger-Zeitung » articoli contro il governo e i dirigenti socialdemocratici, firmati con lo pseudonimo di Parabellum. Poi, temendo l'arresto, si rifugiò nuovamente in Svizzera, dove nel settembre del 1915 fu presente alla conferenza di Zimmerwald che approvò all'unanimità un documento di compromesso, redatto da Trockij, nella quale si condannava il conflitto in corso, in quanto imperialista, senza prospettare azioni concrete.
Radek si era unito alla frazione di sinistra rappresentata da Lenin, Zinov'ev, Borchardt, Platten e Hanecki e aveva pronunciato a loro nome il discorso con un progetto di risoluzione che prevedeva il rifiuto, da parte dei parlamentari socialisti, di ogni credito militare, di lasciare i posti di governo, di utilizzare il parlamento e la stampa per denunciare il carattere capitalistico e antisocialista della guerra, di lottare contro i socialpatrioti, di organizzare manifestazioni antigovernative e di sostenere ogni sciopero economico cercando, se possibile, di trasformarlo in sciopero politico. A conferenza conclusa, la sinistra zimmerwaldiana incaricò Radek di pubblicare l'appello della conferenza e le critiche della sinistra.

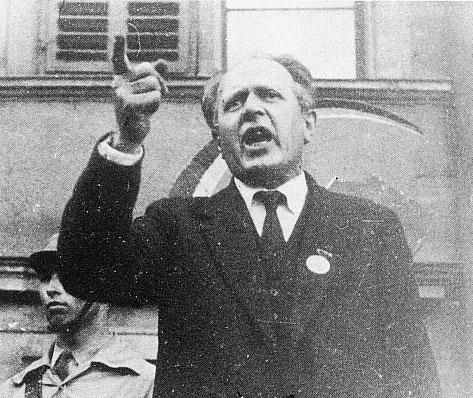
Fritz Platten

Collaboratore del berlinese « Lichtstrahlen » di Borchardt fino alla sua soppressione nell'aprile del 1916, e dell'« Arbeiterpolitik », piccola rivista finanziata dagli operai di Brema, Radek partecipò dal 24 al 30 aprile 1916 alla conferenza di Kienthal, nella quale Lenin pose ancora la questione della scissione, all'interno dei partiti socialisti, della sinistra zimmerwaldiana, quale condizione per poter condurre una lotta efficace contro la guerra. Trasferitosi a Davos, nel marzo del 1917 un medico del sanatorio lo informò della rivoluzione in corso a Pietrogrado.
Subito si pose, per gli emigrati russi, il problema del ritorno in patria, e dopo lunghe trattative tra Fritz Platten e le autorità tedesche, fu raggiunto un accordo: un treno avrebbe attraversato la Germania trasportando in un vagone 28 socialdemocratici russi e quattro bambini fino a Sassnitz, da dove sarebbero passati in Svezia. Tra i passeggeri, oltre Lenin, la moglie Krupskaja, Inessa Armand e Zinov'ev, c'era anche Radek, munito di documenti falsi che lo facevano passare per cittadino russo. Radek rimase a Stoccolma, dove l'Internazionale socialista aveva previsto di tenere ad agosto un congresso che, per le profonde divisioni che laceravano i partiti socialisti, fu annullato.
Si tenne tuttavia in settembre una conferenza del movimento di Zimmerwald con l'assenza dei bolscevichi, ormai decisi a rompere definitivamente con la Seconda Internazionale. Radek vi partecipò in rappresentanza della socialdemocrazia polacca riunificata. Le discussioni furono violente, con i delegati menscevichi impegnati a difendere il governo Kerenskij, con accuse alla sinistra di voler praticare la violenza anche contro gli altri partiti socialisti e contro-accuse di tradimento del socialismo. La risoluzione finale fu un appello alla difesa della Rivoluzione russa.

### Comunista internazionalista

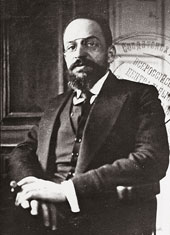
Adol'f Ioffe

A novembre arrivò da Pietrogrado la notizia della presa del potere da parte dei bolscevichi, e Radek, attraverso la Finlandia, raggiunse con Hanecki la capitale russa. Incaricato di dirigere l'Ufficio propaganda internazionale presso il Narkomindel, il commissariato degli Esteri, fece parte della delegazione guidata da Trockij inviata a Brest-Litovsk per i colloqui di pace con il governo tedesco. A seguito della rottura delle trattative, tornò a Pietrogrado entrando nel Comitato di difesa della capitale e, conclusa la pace con la Germania, nel marzo 1918 divenne capo della sezione Europa centrale del Narkomindel, occupandosi anche del reclutamento di militanti rivoluzionari tra i prigionieri di guerra.
In dicembre fu inviato a Berlino con Rakovskij, Ioffe, Bucharin e Ignatov in rappresentanza del Comitato esecutivo centrale del Soviet panrusso, per partecipare al congresso dei Consigli operai tedeschi. Respinto alla frontiera, entrò da clandestino in Germania e prese parte alla fondazione del Partito comunista tedesco con l'unificazione degli spartakisti e del gruppo socialdemocratico di Brema. Si oppose a ogni tentativo insurrezionale prematuro e, dopo l'assassinio di Liebknecht e Rosa Luxemburg, rimase a Berlino, dove fu arrestato il 15 febbraio 1919. Passò undici mesi in carcere, durante i quali, tuttavia, mantenne contatti con la direzione del KPD e, in quanto rappresentante del governo russo, con le stesse autorità tedesche. Liberato in dicembre e rientrato in Russia, nel marzo del 1920 fu eletto segretario della Terza Internazionale, incarico revocatogli l'anno dopo, quando si oppose, insieme con Paul Levi, alla partecipazione del KAPD al II congresso del Komintern. Fu comunque eletto membro del Comitato esecutivo, incarico che mantenne fino al 1924, e fu relatore al Congresso.
Fu presente al fronte polacco durante l'avanzata dell'Armata rossa fino alla sconfitta di Siedlce e con Zinov'ev partecipò alla prima conferenza di Baku dei popoli d'Oriente. Nell'ottobre del 1920 entrò clandestinamente in Germania per partecipare al congresso di unificazione del KPD e l'USPD. Nel 1921 Radek elaborò la tattica del « fronte unico » dei Partiti comunisti e socialdemocratici e nel 1922 rappresentò con Bucharin il PCR al congresso di Berlino delle tre Internazionali. Alla fine dell'anno fu a capo della delegazione dei sindacati russi al congresso dell'Aia e successivamente si recò a Oslo per impedire la scissione del Partito comunista norvegese.

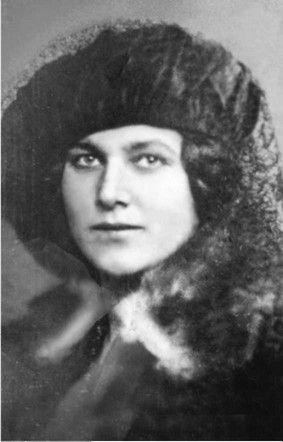
Larisa Rejsner

Nel 1923 fu per tre volte in Germania. In febbraio assistette al congresso di Lipsia del KPD, in maggio fu osservatore del Komintern al congresso di Amburgo della Seconda Internazionale, e prese parte alla campagna contro l'occupazione francese della Ruhr. Tornato in Russia, fu incaricato dal Komintern di preparare l'insurrezione in Germania, prevista per ottobre, alla quale egli era peraltro contrario. Quando il 22 ottobre Radek giunse in Germania, il KPD aveva già rinunciato alla rivolta a seguito della repressione di Amburgo.
Sposato e con una figlia, in questo periodo si legò a Larisa Rejsner fino alla morte prematura di lei, avvenuta nel 1926. Comunista di sinistra dal 1918, aderì alla dichiarazione dei 46 e nel 1924 perdette ogni funzione nel Komintern e nel PCUS. Nel 1925 divenne rettore dell'Università Sun Yat-sen di Mosca e collaborò alla Grande enciclopedia sovietica. Attaccò la politica di Stalin nei riguardi della Cina e nel 1927 fu espulso dal Partito, dove fu reintegrato nel 1929 a seguito della sua « autocritica ». Direttore dell'Ufficio informazioni del Comitato centrale, partecipò con Bucharin all'elaborazione della Costituzione sovietica del 1936 e attaccò Kamenev e Zinov'ev, processati e condannati a morte il 25 agosto 1936.
Alla fine dell'anno anche Radek fu vittima delle purghe staliniane: imputato, il 23 gennaio 1937, nel cosiddetto secondo processo di Mosca, nel quale fu accusato di trockismo, evitò la pena di morte tenendo una condotta ambigua. Non si capiva, infatti, se intendesse collaborare con l'accusa riconoscendo le proprie presunte colpe o piuttosto volesse svelare l'arbitrio che stava a fondamento del processo. Condannato a dieci anni di prigione, la vendetta di Stalin lo raggiunse nel 1939, quando fu assassinato in carcere da un agente del NKVD. Fu riabilitato nel 1988.

## Giudizi su Radek

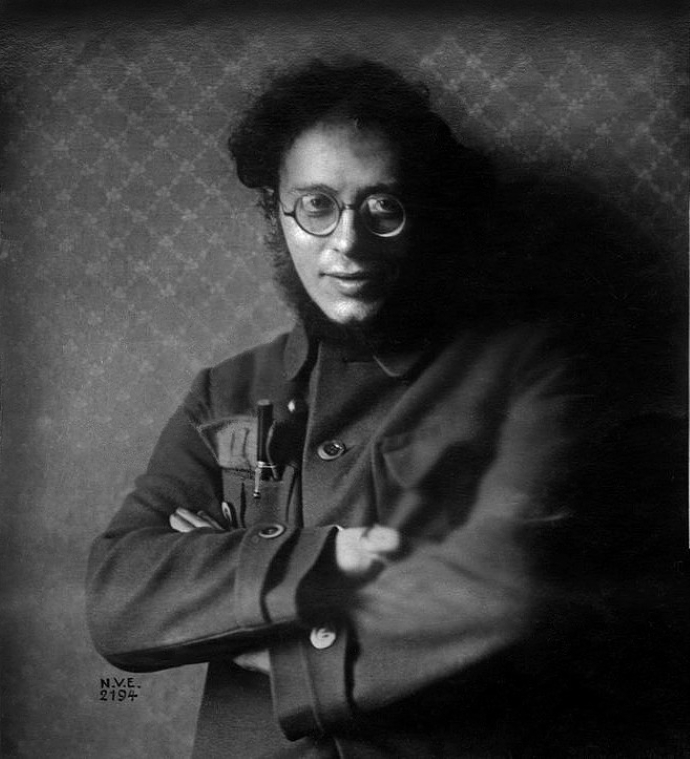
Karl Radek

L'ambasciatore inglese e agente dell'Intelligence Service Robert Bruce Lockhart così descrisse Radek: « Un uomo piccolo, con una grande testa, delle orecchie a sventola, il volto rasato (non portava ancora quell'orribile frangia che passa ormai per una barba), degli occhiali, una gran bocca e dei denti ingialliti dal tabacco, dove una pipa o un sigaro gigantesco non erano mai assenti, era vestito di uno stano completo di stoffa marrone con pantaloni da golf e delle ghette. Aveva l'aria di essere un incrocio tra un professore e un bandito. Ma il suo brio intellettuale era indubbio. Era il virtuoso del giornalismo bolscevico e la sua conversazione era scintillante come i suoi editoriali. Gli ambasciatori erano il suo gioco preferito e i ministri stranieri il suo bersaglio. Era un Puck pieno di malizia dotato di un senso squisito dell'umorismo. Era il lord Beaverbrook bolscevico ».
Angelica Balabanova lo definì nei suoi ricordi « uno strano fenomeno psicologico », un « miscuglio di amoralità, di cinismo e d'entusiasmo spontaneo per le idee, i libri, la musica e gli esseri umani ».
Lo storico Ernesto Ragionieri ha scritto di Radek: « Difficilmente classificabile sulla base delle etichette correnti, spirito sarcastico ed inquieto, anche dopo la morte di Lenin mai membro costante e disciplinato d'uno schieramento politico determinato, Radek si presenta nella storia dell'Internazionale nel corso degli anni venti come uno dei maggiori anticipatori e suscitatori dei problemi che verranno via via in discussione; dalla politica del fronte unico all'analisi del fascismo, dalla valorizzazione delle nazioni uscite sconfitte dalla guerra imperialistica ai problemi della partecipazione dei contadini alla rivoluzione proletaria in Europa e in Asia, non c'è ricerca di nuove vie della rivoluzione mondiale che lo trovi chiuso alla discussione o fermo a posizioni pregiudiziali ».

## Scritti principali
- Der deutsche Imperialismus und die Arbeiterklasse, Bremen, Buchhandlung der Bremer Bürger-Zeitung, 1912
- The development of socialism from science to action, Chicago, Communist Party of America, 1918
- Die Entwicklung der deutschen Revolution und die Aufgaben der Kommunistischen Partei, Stuttgart, Spartakus, 1919
- Proletarian dictatorship and terrorism, Detroit, The Marxian Educational Society, 1921
- Der Weg der Kommunistischen Internationale, Petrograd, Kommunistische Internationale, 1921
- Theorie und Praxis der 2 1/2 Internationale, Petrograd, Kommunistische Internationale, 1921
- In den Reihen der deutschen Revolution. 1909-1919, München, K. Wolff, 1921
- Wege der russischen Revolution, Petrograd, Kommunistische Internationale, 1922
- Vnešnaja politika sovetskoj Rossii, Moskva, Gosudarstvennoe izdatel'stvo, 1923
- Меždunarodnaja politika, Moskva, Gosudarstvennoe izdatel'stvo, 1925
- Podgotovka borʹby zа novyj peredel mira, Moskva, Partijnoe izdatel'stvo, 1934
- Portraits and pamphlets, New York, R. M. McBride & C., 1935